# GEORGIA Morning Menagerie
『GEORGIA Morning Menagerie』（ジョージア モーニング メナジェリー）は、エフエム沖縄で平日9:50から10:00に放送している番組。『Fine!』に内包されるミニ番組として放送される。通常のニュースでは伝えられないような世界各地のトピックスを伝える。番組中でかける音楽は、その日のトピックスで取り上げた国のアーティストが歌っている・演奏している曲が中心である。ワールドミュージックに該当するような他のFM沖縄の番組ではかからない曲も頻繁に流される。

## パーソナリティ
- ジェームス天願
過去には「GEORGIA Weekday PopJam」、「GEORGIA Breaktime」のパーソナリティも担当していた。